# Symfonie nr. 10 (Beethoven)
De tiende symfonie van Ludwig van Beethoven is een hypothetisch werk. Na het succes van zijn negende symfonie nam Beethoven zich voor nog een symfonie te schrijven, deze keer in Es-majeur. Hoewel hij tegen het eind van zijn leven herhaaldelijk zei dat hij nog allerlei werken wilde schrijven - maar die voornemens nooit uitvoerde - was hij inzake de tiende symfonie heel serieus en was hij uitdrukkelijk van plan het werk te voltooien. Zelfs acht dagen voor zijn dood sprak hij zich nog in die zin uit. Sinds Anton Schindler (ooit persoonlijk secretaris van Beethoven) in 1844 een artikel publiceerde waarin hij verklaarde dat Beethoven veel schetsen had gemaakt van een tiende symfonie, bleef "de tiende symfonie van Beethoven" onderwerp van interesse en speculatie.

## Vroeg onderzoek
Eind negentiende eeuw onderzocht een vooraanstaande Beethoven-kenner Gustav Nottebohm de schetsen waarvan Schindler had beweerd dat deze voor de tiende symfonie waren. Nottebohm stelde dat deze niet meer voorstelden dan opborrelende ideeën van Beethoven, die in diverse fases van zijn carrière immers talloze openingen had genoteerd van werken die hij nooit schreef. Het bestuderen van schetsen van Beethoven is sowieso een hachelijke zaak. De meeste schetsen bestaan uit één regel zonder muzieksleutel, achteloos genoteerd in een slecht handschrift. De meeste zijn onleesbaar en de schetsen die wel leesbaar zijn, zijn moeilijk te interpreteren. Na Nottebohm waren er maar weinig onderzoekers die de oorspronkelijke schetsen van de hand van Beethoven zelf onderzochten.
Pas vanaf de vroege jaren 1960 werden deze schetsen systematischer onderzocht en het duurde niet lang voordat al zijn schetsen op zijn minst bekeken en globaal gedateerd waren. Op basis van dit onderzoek stelde Robert Winter in 1977 dat er geen grote lacunes waren in de opeenvolging van de schetsboeken in relatie tot de creatieve activiteiten van Beethoven na de negende symfonie. Aangezien hij in de schetsboeken geen schetsen aantrof die aantoonbaar voor een tiende symfonie waren en er klaarblijkelijk geen (grote) schetsboeken ontbraken, verwierp hij de stelling dat Beethoven serieus aan een tiende symfonie werkte.

## Brandenburg en Cooper
Maar in 1984 leidde onderzoek van Brandenburg en Cooper tot het identificeren van schetsen voor ongeveer 350 maten van dit werk, voornamelijk van het eerste deel. Deze schetsen komen sterk overeen met de beschrijving die Karl Holz van het eerste deel gaf, waarvan hij overigens beweerde dat hij het deel door Beethoven op de piano had horen spelen. Dr. Barry Cooper heeft het deel gereconstrueerd op basis van de schetsen.
Het deel is ongewoon en bestaat uit een lieflijk, lyrisch andante in Es groot, dat gevolgd wordt door een stormachtig allegro in c klein en een reprise van het Andante-thema. De partituur is uitgegeven door Universal Edition Ltd., Londen. Het eerste deel werd op 8 september 1988 voor het eerst uitgevoerd door het London Symphony Orchestra onder leiding van Wyn Morris. De opname is op cd verschenen met daarop ook een gesproken toelichting door Dr. Cooper op de schetsen en voorgespeelde fragmenten uit die schetsen. Cooper beweert ook schetsen te hebben gevonden voor een scherzo, maar achtte deze niet ontwikkeld genoeg om uit te werken. Het werk van Cooper is controversieel, omdat het niet zeker is dat de schetsen voor de tiende symfonie of zelfs voor hetzelfde werk bedoeld waren. Zoals hij zelf ook aangeeft, moet zijn reconstructie niet gezien worden als een nieuw werk van Beethoven, maar als een "artistieke indruk" van de richting waarin Beethoven dacht. Zoals een recensent schreef: "De meester zelf zou dit tot iets veel groters hebben gevormd, maar het is muziek die het beluisteren waard is en blijft hangen."

## Prengel
Ook de Duitse componist Gerd Prengel heeft een poging gedaan de schetsen uit te werken en heeft drie delen gereconstrueerd, maar deze zijn tot op heden nog niet publiekelijk ten gehore gebracht.

## Kunstmatige intelligentie
Op 9 oktober 2021 werd een versie van de 10e symfonie wereldkundig gemaakt die met behulp van kunstmatige intelligentie werd gemaakt. Het initiatief hiertoe werd in 2019 genomen door dr. Matthias Röder, directeur van het Karajan Instituut in Salzburg, Oostenrijk. Hij benaderde Ahmed Elgammal, hoogleraar en directeur van het Art & AI Lab van de Rutgers-universiteit. Toen deze instemde, stelde Röder een team samen met onder andere Oostenrijks componist Walter Werzowa en Robert Levin, musicoloog aan de Harvard-universiteit en pianist, die ook enkele onvoltooide werken van Bach en Mozart had voltooid.

## Trivia
Door een opmerking van de beroemde dirigent Hans von Bülow (1830-1894) wordt de eerste symfonie van Brahms weleens "tiende symfonie van Beethoven" genoemd, met welke bijnaam men wil aangeven dat Brahms doorging waar Beethoven geëindigd was.
1 in C · 2 in D · 3 in Es (Eroica) · 4 in Bes · 5 in c (Noodlot) · 6 in F (Pastorale) · 7 in A · 8 in F · 9 in d (Koorsymfonie)

Hypothetisch: Nr. 10 in Es